# Francis Bazire

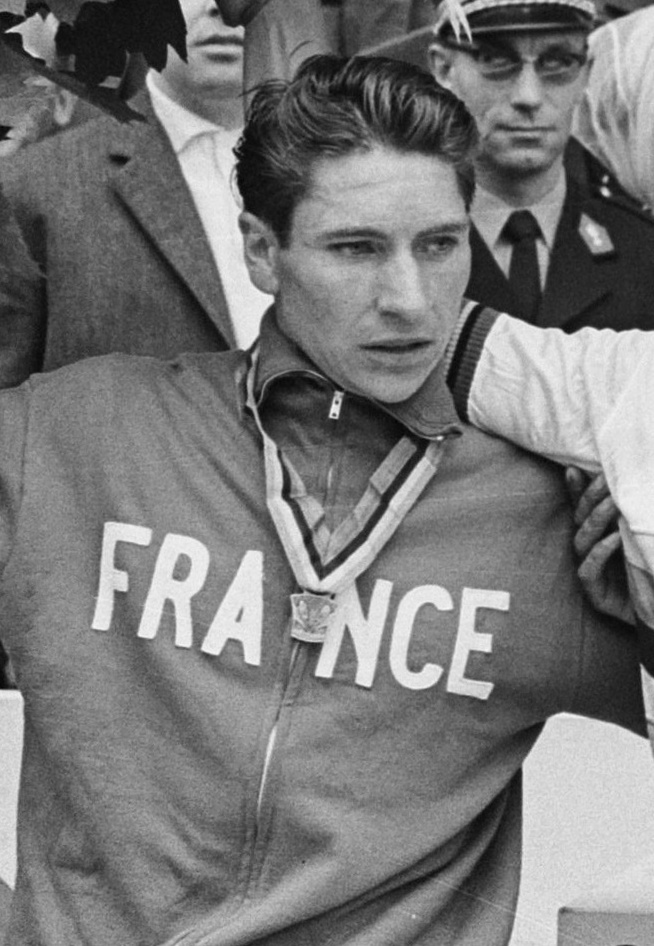
Bazire bei der Siegerehrung bei den UCI-Straßen-Weltmeisterschaften 1963

Francis Augustin Bazire (* 17. April 1939 in Escalles-Alix; † 18. Januar 2022 in Rouen) war ein französischer Radrennfahrer und nationaler Meister im Radsport.

## Sportliche Laufbahn
Bazire, der bereits als Junior erfolgreich Straßenrennen bestritt, gewann 1962 die französische Meisterschaft im Straßenrennen der Amateure und im Mannschaftszeitfahren. Er startete für den Verein Véloce Club de Rouen 76. Im August des Jahres startete er für die französische Nationalmannschaft bei der UCI-Straßen-Weltmeisterschaft und belegte dort den 5. Platz. 1962 und 1963 siegte er im Etappenrennen Tour d’Eure-et-Loir.
1963 gewann er bei den Mittelmeer-Spielen ebenfalls das Straßenrennen; sowohl bei der nationalen Meisterschaft als auch bei der Weltmeisterschaft wurde er Zweiter (bei der WM hinter dem Italiener Flaviano Vicentini). 1964 setzte er die Serie vorderer Platzierungen bei den Weltmeisterschaften fort und wurde Vierter. Er startete für Frankreich bei den Olympischen Sommerspielen in Tokio, dort wurde er als 53. im olympischen Straßenrennen klassiert. Nach den Spielen wurde er Berufsfahrer im Team Peugeot-BP, wo er u. a. an der Seite von Tom Simpson fuhr. Bazire starb am 18. Januar 2022 im Alter von 82 Jahren.